# Lisel Oppel
Lisel Oppel, eigentlich Anna Amalie Elisabeth Oppel, (* 14. Oktober 1897 in Bremen; † 11. Juli 1960 in Bremen) war eine deutsche Malerin.

## Biografie
Oppel kam als jüngstes von acht Geschwistern in Bremen zur Welt. Ihr Vater war der Gymnasiallehrer und Wirtschaftswissenschaftler Alwin Oppel; die Schweizer Mutter war Amalie Oppel. Sie besuchte ab 1914 die Staatliche Kunstgewerbeschule Bremen, wo sie unter anderem Unterricht in Landschaftsmalerei bei Ernst Müller-Scheessel erhielt. Sie ging dann ab 1917 an die Akademie der Bildenden Künste München und studierte dort unter anderen bei Richard Riemerschmid und Hermann Groeber. 
1919 zog sie nach Worpswede und gehörte bereits der zweiten Generation der Künstlerkolonie Worpswede an. Sie lebte stets in einfachen Verhältnissen, selbst eine Staffelei soll sie lange Zeit nicht besessen haben. Worpswede war bis zu ihrem Tod im Jahr 1960 ihre Heimat. Bereits 1920 zog sie für ein paar Jahre in Martha Vogelers Haus im Schluh, danach wechselte sie einige Male die Bleibe, bis sie schließlich 1954 ihren letzten Wohnsitz in einem Nurdachhaus, der sogenannten Weyerberghütte, am nahegelegenen Niedersachsenstein nahm.
Von der Malkunst alleine konnte sie nicht leben. So arbeitete sie in den Krisenjahren nach dem Ersten Weltkrieg auf einem Bauernhof und verdiente sich später in Italien als Keramikerin ihren Lebensunterhalt. Lisel Oppel machte während ihrer Schaffenszeit zahlreiche Reisen, die sie manches Mal auch impulsiv unternahm.
Von 1927 bis 1937 hielt Lisel Oppel sich mehrfach, auch für längere Zeiträume, in Italien auf, wo sie Öl- und Aquarellbilder schuf und in Manufakturbetrieben für Keramik arbeitete und somit als unverheiratete Frau einen Teil ihres Lebensunterhaltes sicherte. Von 1930 bis 1932 arbeitete sie als Porzellanmalerin in der Töpferei für die Produktion von künstlerischer Keramik in Vietri sul Mare, der „I.C.S.“ (Industria Ceramica Salernitana), welche dem deutschen Industriellen Max Melamerson gehörte. Von 1932 bis 1935 lebte sie in Positano und auf Ischia. Hier entstanden Bekanntschaften mit Kurt Craemer, Karli Sohn-Rethel, Irene Kowaliska und Armin T. Wegner. 1932 kam auf Ischia ihr Sohn Claudio zur Welt, den sie ohne dessen Vater großzog.
In der Zeit des Nationalsozialismus verweigerte Oppel ihren Eintritt in die Reichskunstkammer und kam daher nur auf inoffiziellem Weg an Malmittel. Zwischen 1940 und 1942 war sie auf der Fraueninsel im Chiemsee und in Dießen am Ammersee in Töpfereien tätig. Danach in Worpswede wohnend fand sie in einer Bremer Keramikfabrik sowie als technische Zeichnerin bei der Werft AG Weser in den Kriegsjahren eine Beschäftigung. Sie befreundete sich in Worpswede mit einem französischen Kriegsgefangenen, wurde deshalb angezeigt, im März 1945 zu einem Jahr Zwangsarbeit verurteilt und bis Kriegsende inhaftiert. 
Nach Ende des Zweiten Weltkriegs unternahm sie zahlreiche Reisen, insbesondere in die Schweiz, nach Südeuropa, Afrika und Ägypten. 1957 hielt sie ihre Eindrücke von Sevilla und seinen Festen in Aquarellen fest.
Oppel war Mitglied in dem Künstlerinnenverband GEDOK und in diesem Zusammenhang war sie mehrfach an Kollektivausstellungen beteiligt. Darüber hinaus wurden ihre Werke in einer Reihe von Einzelausstellungen gezeigt.

## Werk
Sie malte das Einfache mit großer Lebenslust und Farbenfreude; vorwiegend Porträts, Menschen bei der Arbeit und bei Festen, seltener reine Landschaften. Ein besonderes Bildthema Oppels war das kindliche Treiben auf dem Lande, bei dem sie Motive der ersten Worpsweder Maler aufgriff und erweiterte. Sie schuf Öl- und Aquarellbilder und Radierungen. Der größte Teil ihres Werkes entstand in den 1950er Jahren. Die expressive Malweise, die sich in den Arbeiten der 1920er Jahre angekündigt hatte, führte sie fort, in denen sich dann die Licht- und Farbeindrücke des Südens reflektierten. 
2008 vermachte ihr Sohn Claudio Bilder und Unterlagen seiner Mutter der Barkenhoff Stiftung Worpswede (Worpsweder Archiv im Barkenhoff). Viele ihrer Werke sind auch in der dortigen Große Kunstschau Worpswede zu sehen.

### Ehrungen
- Der Lisel-Oppel-Weg in Bremen-Oberneuland wurde nach ihr benannt.
- In Worpswede gibt es einen Lisel-Oppel-Weg am Weyerberg.

## Ausstellungen (Auswahl)
- 1929, 1942: Lisel Oppel, Künstlerbund Bremen
- 1937, 1938, 1940, 1942, 1943: Liesel Oppel Graphisches Kabinett Bremen, GEDOK-Kollektivausstellungen
- 1953: Lisel Oppel, Graphisches Kabinett Bremen
- 1954: Lisel Oppel, Galerie Philine Vogeler Worpswede
- 1954: Bremer Maler auf Reisen, Kollektivausstellung, Kunsthalle Bremen
- 1967: Kunstschau Worpswede, zum 70. Geburtstag
- 1997: Lisel Oppel, Christinenhaus Zehen, zum 100. Geburtstag
- 2005: Lisel Oppel. Leben und Werk im Spannungsfeld zwischen Worpswede und dem Süden, Große Kunstschau Worpswede
- 2007: Und sie malten doch! Geschichte der Malerinnen. Worpswede – Fischerhude – Bremen, Kollektivausstellung, Lilienthaler Kunststiftung
- 2008/2009: Barkenhoff-Ausstellung: Lisel Oppel im Barkenhoff[4]
- 2011: Frauen im Aufbruch. 100 Jahre bremische Wirtschafts- und Kulturgeschichte, Kollektivausstellung, Untere Rathaushalle, Bremen[5]
- 2011/2012: Bilder aus Worpswede, Kollektivausstellung, Overbeck-Museum, Bremen-Vegesack[6]